# قطعنامه ۵۴۷ شورای امنیت
قطعنامه  ۵۴۷ شورای امنیت سازمان ملل متحد که در تاریخ ۱۳ ژانویه ۱۹۸۴ تصویب شد، سندی بین‌المللی دربارهٔ آفریقای جنوبی است. این قطعنامه طی نشست ۲۵۱۲ام با ۱۵ موافق، ۰ مخالف و ۰ ممتنع تصویب شد.